# 뱅고어 대학교

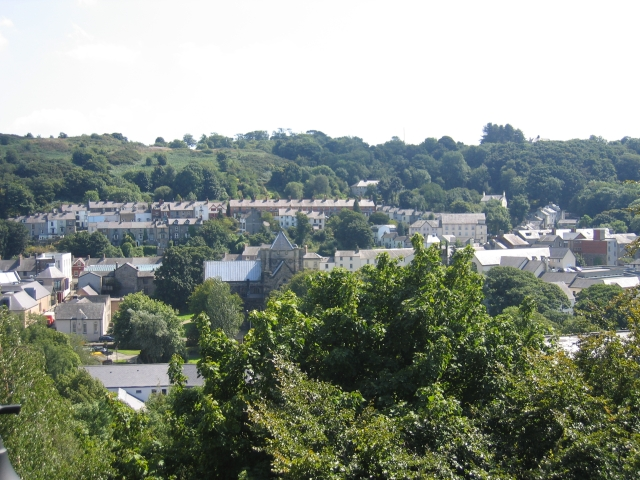
뱅고어 대학교

뱅고어 대학교(Bangor University)는 웨일스 뱅고어에 위치한 대학교이다.

## 같이 보기
- 영국의 대학 목록